# Loxstedt
Loxstedt là một đô thị thuộc in huyện Cuxhaven trong bang Niedersachsen, Đức. Đô thị này có diện tích 156,54 km². Loxstedt nằm về phía nam của Bremerhaven
Loxstedt đã thuộc tổng giáo phận Bremen. Năm 1648, tổng giáo phận này đã được chuyển qua lãnh địa công tước Bremen, ban đầu được cai trị bởi liên minh cá nhân Thụy Điển và từ năm 1715 bời triều đình Hanover. Năm 1823, lãnh địa này đã bị giải thể và thuộc bang mới của Đức.

## Các làng

Bản đồ Loxstedt

Đô thị này gồm 21 làng (dân số thời điểm 28/2/2004):
| - Bexhövede (2201) - Hosermühlen - Junkernhose - Nückel - Loxstedt-Büttel\|Büttel (285) - Buttel - Indiek - Schwingenfeld - Dedesdorf (207) - Donnern (656) - Böcken - Düring (923) - Friedrich-Wilhelmsdorf - Eidewarden (378) | - Fleeste (109) - Hahnenknoop (258) - Drostendamm - Hetthorn (81) - Moorhausen - Holte (Loxstedt)\|Holte (82) - Speckje - Lanhausen (238) - Welle - Loxstedt (5077) - Dünenfähr - Hohewurth - Siedewurt | - Maihausen (44) - Nesse (Loxstedt)\|Nesse (1421) - Im Zollenhamm - Neuenlande (166) - Overwarfe (182) - Schwegen (218) - Langendammsmoor - Stinstedt (Loxstedt)\|Stinstedt (824) - Stotel (2615) - Sandberg - Ueterlande (412) - Auf der Jührde - Wiemsdorf (163) |

## Kết nghĩa
- - Schwaan (Đức), từ năm 1989